# Pouta na palce

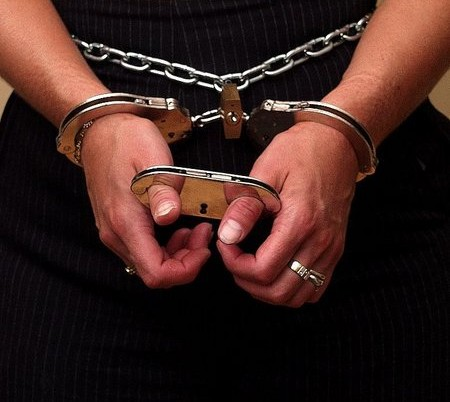
Modelka se spoutanýma rukama a symbolicky nasazenými pouty na palcích.

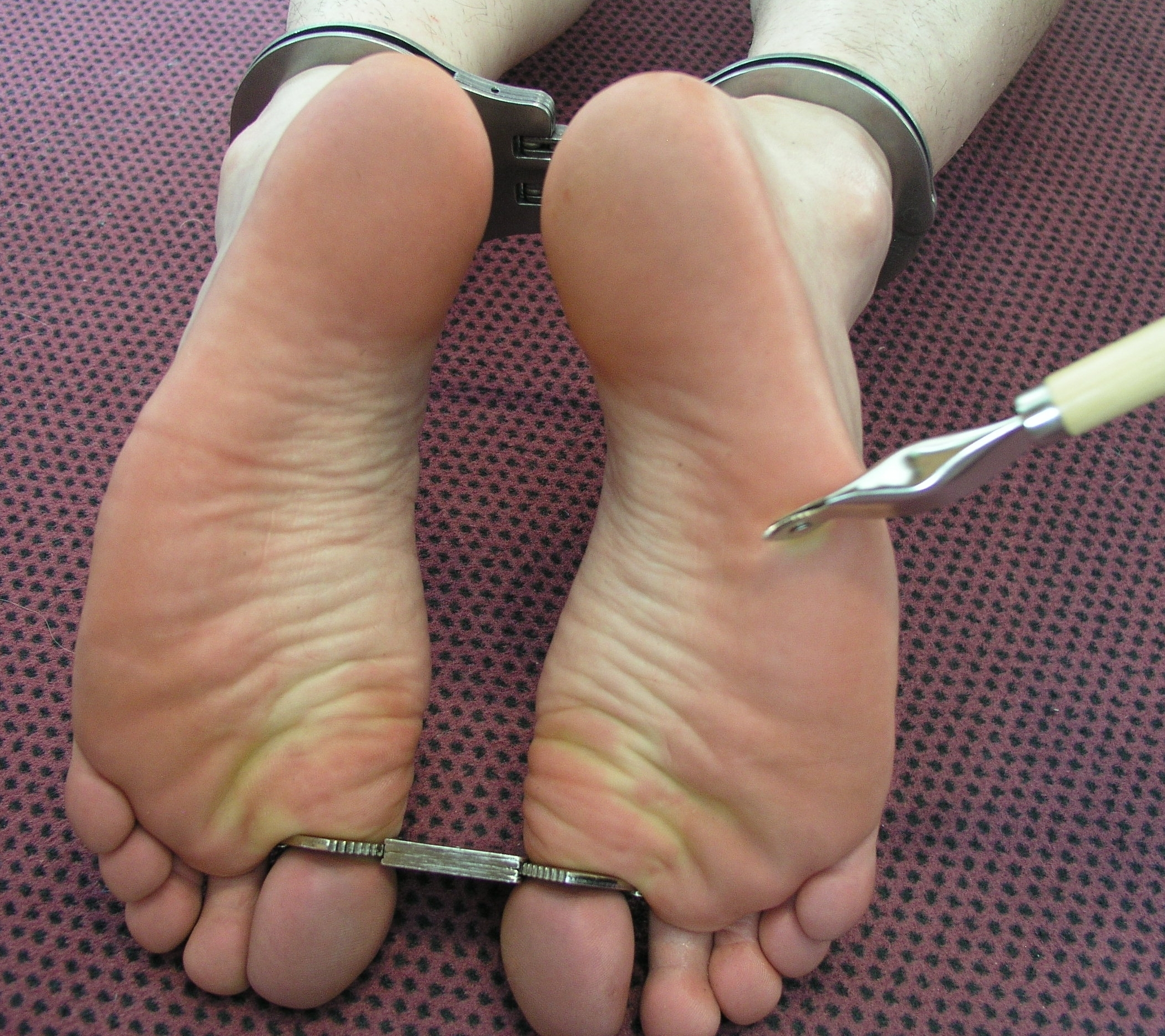
Kotníky a palce u nohou v poutech

Pouta na palce (anglicky „thumbcuffs“; „thumb“ je palec na ruce, „cuffs“ jsou pouta) jsou kovové omezující zařízení, které uzamkne palce ve vzájemné blízkosti.

## Popis
Skládají se ze dvou silných snýtovaných plechů, mezi kterými je ponechána mezera pro dva otočné segmenty. Plechy jsou opatřeny půlobloukovými hrubě ozubenými otvory, do kterých se uloží palce a ty se přitisknou shora oběma segmenty, které jsou mezi plechy otočně uloženy. Segmenty mají na vnější straně ozuby, které tvoří součást uzamykacího zařízení. To je uloženo v úzkém prostoru mezi snýtovanými plechy.
Pouta na palce bývají opatřena pojistkou proti zaklapnutí, která zamezí dalšímu utažení pout. Pojistka se ovládá výčnělkem na konci klíčku, který se zatlačí do otvoru na spodní straně pout, posune část vnitřního mechanismu. Tím jsou pouta zajištěna a chrání tak spoutané palce proti možnému poranění.

## Použití
Palce se spoutají tak, že se vloží do otevřených pout, přiklopí se otočnými segmenty, ty se zaklapnou a poměrně silně dotlačí. Tím dojde k pevnému obemknutí palců pouty, které zamezí převlečení pout přes klouby palců. Současně se do svaloviny palců vtlačí zuby na spodní straně pout, které jednak bodově zmenší vnitřní průměr pout a sníží tak možnost vyvlečení se z nich, jednak účinně zamezí možnosti protočení palců v poutech. To vede k dalšímu omezení možnosti používat spoutané ruce nebo nohy běžným způsobem.
Některé osoby nemají na palcích rukou dostatečně velké klouby a nelze je těmito pouty spoutat; nejsou-li pouta velmi pevně a velmi bolestivě dotažena, palce z nich vždy vyvlečou.
Tato pouta mohou být také použita jako toecuffs (pouta na palce u nohou; „toe“ je prst na noze, „big toe“ je palec na noze) uzamknutím palců na nohou ve vzájemné blízkosti. Spoutání palců na nohou těmito pouty je velmi účinné, spoutaná osoba nemůže používat chodidla ani k drobné chůzi, nedokáže bez bolesti a nebezpečí poranění skákat a na spoutaná chodidla se dokáže postavit jen s obtížemi a na krátkou dobu. Dokonce nemůže ani ležet na boku, protože si nemůže opřít chodidla o sebe. Nevýhodou takového spoutání je, že pouta lze nasadit pouze na bosá chodidla. Palce na nohou nelze z těchto pout nikdy vyvléct.
Pouta se odemykají klíčkem. Standardní univerzální klíč od pout (handcuff key) (jsou myšlena americká pouta; jediný výrobce českých pout Ralkem též používá nestandardní klíč) nedokáže tato pouta odemknout. Pouta na palce mají podobný, ale mnohem menší klíč.
Před odemknutím pout se musí napřed uvolnit pojistka, k čemuž slouží další otvor na klíč v blízkosti odemykajícího. Klíč se napřed zasune do spodního otvoru a otočením odsune blokovací mechanismus uvnitř. Potom se vloží do horního otvoru a otočením na jednu a druhou stranu se uvolní přilehlé segmenty.

## Výhody a nevýhody
Pouta na palce jsou používána zřídka kvůli vyšší možnosti poranění nebo zaškrcení krevního oběhu spoutaných palců. Obvykle jsou místo nich užívána klasická pouta na zápěstí, protože obemykají končetiny větší plochou a dokážou tak lépe rozložit tlak, vznikající při pokusech spoutané osoby o osvobození. Ta jsou ovšem rozměrnější a těžší. Řetízková pouta Ralkem typ 9924 váží 356 g, pouta na palce pouze 97 g.

## Užití
V ČR je používají speciální jednotky jako je prezidentská ochranka a ve světě BDSM komunita.

## Kategorie
Pouta na palce jsou zařazena do kategorie mučící zařízení.
Přinejmenším 69 společností ve 12 zemích světa vyrábí, distribuuje nebo prodává pouta na nohy, okovy a/nebo pouta na palce. Patří mezi ně Čína, Česko, Jižní Afrika, Jižní Korea, Tchaj-wan a USA.